# Laerte Ramos
Laerte Ramos de Carvalho (Jaboticabal, 3 de setembro de 1922 — São Paulo, 7 de agosto de 1972) foi um professor brasileiro.
Formado em filosofia pela Universidade de São Paulo, de agosto de 1965 a novembro de 1967, assumiu a reitoria da Universidade de Brasília.